# Ysis Barreto
Ysis Lenis Barreto Rodríguez (27 de mayo de 1980) es una deportista venezolana que compitió en judo. Ganó una medalla en los Juegos Panamericanos de 2007, y cuatro medallas en el Campeonato Panamericano de Judo entre los años 2001 y 2009.

## Palmarés internacional
| Juegos Panamericanos    | Juegos Panamericanos     | Juegos Panamericanos | Juegos Panamericanos |
| Año                     | Lugar                    | Medalla              | Categoría            |
| ----------------------- | ------------------------ | -------------------- | -------------------- |
| 2007                    | Río de Janeiro (Brasil)  | Medalla de bronce    | –63 kg               |
| Campeonato Panamericano |                          |                      |                      |
| Año                     | Lugar                    | Medalla              | Categoría            |
| 2001                    | Córdoba (Argentina)      | Medalla de plata     | –52 kg               |
| 2007                    | Montreal (Canadá)        | Medalla de bronce    | –63 kg               |
| 2008                    | Miami (Estados Unidos)   | Medalla de bronce    | –63 kg               |
| 2009                    | Buenos Aires (Argentina) | Medalla de bronce    | –63 kg               |